# Hrabia Bellomont
Hrabiowie Bellomont 1. kreacji (parostwo Irlandii) (dodatkowy tytuł: baron Wotton)
- 1680–1683: Charles Henry Kirkhaven, 1. hrabia Bellomont

Hrabiowie Bellomont 2. kreacji (parostwo Irlandii) (dodatkowe tytuły: wicehrabia Coote, baron Coote)
- 1689–1701: Richard Coote, 1. hrabia Bellomont
- 1701–1708: Nanfan Coote, 2. hrabia Bellomont
- 1708–1766: Richard Coote, 3. hrabia Bellomont

Hrabiowie Bellomont 3. kreacji (parostwo Irlandii)
- 1767–1802: Charles Coote, 1. hrabia Bellomont1

1 Niekiedy tytułoway 4. hrabią 2. kreacji